# Storm Cat
Storm Cat, född 27 februari 1983 på Derry Meeting Farm i Pennsylvania, död 24 april 2013 i Lexington i Kentucky, var ett engelskt fullblod, mest känd för att ha blivit utsedd till ledande avelshingst i Nordamerika (1999, 2000) och ledande avelsmorfader i Nordamerika (2012, 2013, 2014). Hans avelsavgift under toppen av karriären var 500 000 dollar, den högsta i Nordamerika vid den tiden. Han blev far till 108 grupplöpsvinnare och åtta champions, inklusive Giant's Causeway, som också blev en framgångsrik avelshingst.
Även om Storm Cat är mest känd som avelshingst, var han en av de bästa tvååriga kapplöpningshästarna i sin generation, och segrade i grupp 1-löpet Young America Stakes och slutade tvåa i Breeders' Cup Juvenile.

## Bakgrund
Storm Cat var en mörkbrun hingst efter Storm Bird och under Terlingua (efter Secretariat). Han föddes upp av W. T. Young Storage Inc. och ägdes av William T. Young. Han tränades under tävlingskarriären av Jonathan E. Sheppard.
Som ettåring i juli 1984 tänkte Young sälja Storm Cat på Keeneland Sales. Storm Cat testade dock positivt för ekvin virusarterit (EVA) och var tvungen att dras tillbaka från auktionen. Young sa sedan att han testat positivt, men aldrig haft EVA, och att han beslutat sig för att behålla honom själv. Hans favoritgodis var pepparmynta.
Storm Cat tävlade mellan 1985 och 1986 och sprang in totalt 570 610 dollar på 8 starter, varav 4 segrar och 3 andraplatser. Han tog karriärens största seger i Young America Stakes (1985). Han kom även på andra plats i Breeders' Cup Juvenile (1985).

## Karriär
Storm Cat debuterade på tävlingsbanan den 11 augusti 1985 på Saratoga racetrack där han slutade tvåa. Han vann sedan sina nästa två löp, och slutade sedan tvåa i World Appeal Stakes den 28 september 1985. Han tog därefter karriärens största seger i grupp 1-löpet Young America Stakes den 10 oktober, båda löpen reds på Meadowlands.
Storm Cat startade även i Breeders' Cup Juvenile 1985 som favoritspelade och ledde med så mycket som tre längder på upploppet. I de sista stegen blev han dock passerad av Tasso och slutade tvåa med en nos.
Storm Cat opererades under vintern för benflisor i knäna, och fick sedan en senskada. Han återvände till tävlingsbanan i oktober 1986, vann ett löp på Meadowlands och slutade fyra i Annapolis Stakes. Han tränades även som fyraåring, men kom aldrig i tävlingsmässig form. Han avslutade istället karriären för att vara verksam som avelshingst.

### Som avelshingst
Storm Cat stallades upp som avelshingst på Overbrook Farm i Lexington, Kentucky 1988 med blygsamma förväntningar. Hans initiala avelsavgift var 30 000 dollar, vilket sjönk till 20 000 dollar 1991. Även till detta pris var efterfrågan låg så Young ingick ibland földelningsavtal med ägarna av avelsston, vilket menas att Young skulle betala avelsavgiften i utbyte mot delägande av det blivande fölet.
Storm Cats första kull på 39 föl började tävla 1991 och blev endast måttligt framgångsrika, med 16 850 dollar insprunget i genomsnitt. Trots det blev två föl ur kullen grupp 1-vinnare. När hans andra kull började tävla 1992 började han etablera ett rykte som avelshingst till snabba och tävlingsmogna tvååringar. Han blev den ledande tvååringsfadern i Nordamerika 1992, en titel han skulle få rekordmånga sju gånger (1992, 1993, 1995, 1998, 1999, 2002 och 2004). Den tidigare rekordhållaren var Bold Ruler med sex sådana titlar.
1994 fick Young mottaga Eclipse Award for Outstanding Breeder, till stor del på grund av framgångarna med Storm Cats avkomma Tabasco Cat, som segrade i Preakness Stakes och Belmont Stakes.
1995 ökades Storm Cats avelsavgift till 100 000 dollar, vilket ansågs vara ett fynd efter att föl från kullen såldes för i genomsnitt 500 000 dollar. Kullen 1996 inkluderade Aljabr, en flerfaldig grupp 1-vinnare i Europa på gräs, och Cat Thief, en grupp 1-vinnare i Nordamerika på dirttrack, bland annat i Breeders' Cup Classic 1999. Med detta gick Storm Cat upp till toppen av den nordamerikanska avelshingstslistan 1999.
Storm Cats nästa kull inkluderade Giant's Causeway, som vann fem raka grupp ett-löp i Europa och kom tvåa i Breeders' Cup Classic 2000. Storm Cat blev även utsedd till ledande avelshingst i Nordamerika 2000, och kom tvåa på avelshingstslistan i Storbritannien och Irland.

### Död
Young avled 2004 och Overbrook Farm såldes 2009. Storm Cat stannade dock kvar på gården fram till sin död den 24 april 2013. Han avlivades på grund av ålderdomens svagheter. Vid tidpunkten för sin död i april 2013 hade Storm Cat blivit far till 35 grupp 1-vinnare, åtta champions, 108 segrare av åldersviktslöpningar eller grupplöp, och 180 stakesvinnare över hela världen.

## Stamtavla
| Efter Storm Bird (CAN) 1978 | Northern Dancer (CAN) 1961 | Nearctic       | Nearco                  |
| Efter Storm Bird (CAN) 1978 | Northern Dancer (CAN) 1961 | Nearctic       | Lady Angela             |
| Efter Storm Bird (CAN) 1978 | Northern Dancer (CAN) 1961 | Natalma        | Native Dancer           |
| Efter Storm Bird (CAN) 1978 | Northern Dancer (CAN) 1961 | Natalma        | Almahmoud               |
| Efter Storm Bird (CAN) 1978 | South Ocean (CAN) 1967     | New Providence | Bull Page               |
| Efter Storm Bird (CAN) 1978 | South Ocean (CAN) 1967     | New Providence | Fair Colleen            |
| Efter Storm Bird (CAN) 1978 | South Ocean (CAN) 1967     | Shining Sun    | Chop Chop               |
| Efter Storm Bird (CAN) 1978 | South Ocean (CAN) 1967     | Shining Sun    | Solar Display           |
| Undan Terlingua (USA) 1976  | Secretariat (USA) 1970     | Bold Ruler     | Nasrullah               |
| Undan Terlingua (USA) 1976  | Secretariat (USA) 1970     | Bold Ruler     | Miss Disco              |
| Undan Terlingua (USA) 1976  | Secretariat (USA) 1970     | Somethingroyal | Princequillo            |
| Undan Terlingua (USA) 1976  | Secretariat (USA) 1970     | Somethingroyal | Imperatrice             |
| Undan Terlingua (USA) 1976  | Crimson Saint (USA) 1969   | Crimson Satan  | Spy Song                |
| Undan Terlingua (USA) 1976  | Crimson Saint (USA) 1969   | Crimson Satan  | Papila                  |
| Undan Terlingua (USA) 1976  | Crimson Saint (USA) 1969   | Bolero Rose    | Bolero                  |
| Undan Terlingua (USA) 1976  | Crimson Saint (USA) 1969   | Bolero Rose    | First Rose (Family 8-c) |